# Đạo luật đảo phân chim
Đạo luật Đảo Phân chim (Guano Islands Act) là pháp chế liên bang được Quốc hội Hoa Kỳ thông qua ngày 18 tháng 8 năm 1856 cho phép công dân Hoa Kỳ chiếm hữu các đảo có tích trữ phân chim. Các đảo có thể là ở bất cứ nơi nào miễn sao chúng không bị chiếm cứ và không nằm trong quyền pháp lý của các chính phủ khác. Đạo luật còn tăng cường quyền lực của Tổng thống Hoa Kỳ sử dụng quân đội để bảo vệ những quyền lợi như vậy.
Bất cứ công dân nào của Hoa Kỳ tìm được tích trữ phân chim trên bất cứ hòn đảo nào, đá nào, bãi cát nào mà không thuộc quyền pháp lý của chính quyền khác và không bị công dân của chính quyền khác chiếm cứ, từ đó lấy làm sở hữu một cách hòa bình và rồi chiếm cứ đảo, đá, hay bãi cát đó theo lệnh của Tổng thống Hoa Kỳ được xem như thuộc về Hoa Kỳ. (Phần đầu của Đạo luật Đảo Phân chim)

## Bối cảnh
Trong những năm đầu thế kỷ 19, phân chim được đánh giá là một loại phân bón tốt dùng trong nông nghiệp. Năm 1855, Hoa Kỳ biết được có rất nhiều tích trữ phân chim trên các đảo tại Thái Bình Dương. Quốc hội thông qua Đạo luật Đảo Phân chim để lấy lợi ích các tích trữ này.
Đạo luật này đặc biệt là cho phép các đảo này trở thành sở hữu của Hoa Kỳ nhưng nó cũng nói thêm rằng Hoa Kỳ không bị bắt buộc phải sở hữu các đảo này khi tích trữ phân chim cạn kiệt. Tuy nhiên nó không có nói đến tình trạng chủ quyền lãnh thổ đảo sau khi bị cá nhân công dân Hoa Kỳ bỏ lại.
Đây là khái niệm ban đầu cho các vùng quốc hải trong các lãnh thổ của Hoa Kỳ. Cho đến thời điểm khi đó, bất cứ lãnh thổ nào mà Hoa Kỳ có được đều đã xem như là một phần không thể nào tách biệt khỏi quốc gia Hoa Kỳ trừ khi được thay đổi bởi một hiệp ước và dần dần có dịp để trở thành một tiểu bang trong liên bang. Với các "vùng quốc hải", đất có thể nằm trong tay của Chính phủ liên bang mà không nhất thiết phải trở thành một tiểu bang trong liên bang.
Hơn 100 đảo được tuyên bố chủ quyền. Vài trong số đó còn nằm trong vòng kiểm soát của Hoa Kỳ là Đảo Baker, Đảo Jarvis, Đảo Howland, Đá Kingman, Đảo Johnston, Đảo san hô Palmyra và Đảo san hô Midway. Những đảo khác không còn được xem là thuộc lãnh thổ Hoa Kỳ. Đảo Navassa hiện tại có tranh chấp với Haiti. Một cuộc tranh chấp phức tạp hơn khi mà có đến nhiều quốc gia tuyên bố chủ quyền là Bãi Serranilla và Bãi Bajo Nuevo. Năm 1971, Hoa Kỳ và Honduras ký hiệp ước công nhận chủ quyền của Honduras trên Quần đảo Thiên Nga (Swan Islands).